# Salinon

Das Salinon (blau) …

… und der rote Kreis sind flächengleich.

Das Salinon (griechisch vermutlich für „Salzfässchen“) ist eine aus vier Halbkreisen gebildete, spiegelsymmetrische geometrische Figur. Sie wurde erstmals vermutlich durch Archimedes in seinem Buch der Lemmata beschrieben.

## Konstruktion
{\displaystyle O} sei der Ursprung eines kartesischen Koordinatensystems. Auf der {\displaystyle x}-Achse liegen außen die beiden Punkte {\displaystyle A} und {\displaystyle B} (jeweils mit gleichem Abstand zu {\displaystyle O}) und innen die Punkte {\displaystyle D} und {\displaystyle E} (ebenfalls mit gleichem Abstand zu {\displaystyle O}); damit ist {\displaystyle {\overline {AD}}={\overline {EB}}}. Man errichte einen Halbkreis über {\displaystyle AB}, sowie zwei kleinere, gleich große Halbkreise über {\displaystyle AD} und {\displaystyle EB}. Schließlich zeichne man einen vierten Halbkreis unter {\displaystyle DE}. Das Salinon ist die durch diese vier Halbkreise begrenzte Figur (blau in der Abbildung). Sie schneidet die {\displaystyle y}-Achse in den Punkten {\displaystyle C} und {\displaystyle F}.

## Eigenschaften

Salinon

Arbelos

Archimedes beschrieb die Eigenschaften des Salinon als Satz 14 in seinem Buch der Lemmata unter Bezug auf Euklids Elemente, Buch 2, Proposition 10.
Bezeichnet man den Radius des großen Halbkreises ({\displaystyle {\frac {\overline {AB}}{2}}={\overline {AO}}}) mit {\displaystyle R} und den des kleinen, mittleren Halbkreises ({\displaystyle {\frac {\overline {DE}}{2}}={\overline {DO}}}) mit {\displaystyle r}, so gilt für die Fläche {\displaystyle A} des Salinon:
{\displaystyle A={\frac {1}{4}}\pi \left(R+r\right)^{2}.}
Beweis:
Aus dem Ansatz
{\displaystyle A={\frac {\pi r^{2}}{2}}+{\frac {\pi R^{2}}{2}}-\pi \left({\frac {R-r}{2}}\right)^{2}}
folgt nach einigen elementaren Termumformungen die obige Aussage.
Weiterhin lässt sich hieraus folgern, dass der Kreis mit dem Durchmesser {\displaystyle {\overline {CF}}} (rot in der Abbildung) denselben Flächeninhalt hat wie das Salinon.
Beweis:
Der Durchmesser dieses Kreises ist die Summe aus dem Radius {\displaystyle R} des Halbkreises über {\displaystyle AB} und dem Radius {\displaystyle r} des Halbkreises über {\displaystyle DE}, also beträgt sein Radius
{\displaystyle {\frac {R+r}{2}}}
und somit seine Flächenmaßzahl
{\displaystyle \pi \left({\frac {R+r}{2}}\right)^{2}={\frac {1}{4}}\pi \left(R+r\right)^{2}}.
Darüber hinaus hat das Salinon folgende weiteren Eigenschaften:
- Die Punkte auf den vier Halbkreisen mit dem jeweils größten Abstand zur {\displaystyle x}-Achse  (darunter {\displaystyle C} und {\displaystyle F}) bilden ein Quadrat.
- Wenn der Durchmesser des Halbkreises unter {\displaystyle DE} zu Null wird (die Punkte {\displaystyle D} und {\displaystyle E} also in {\displaystyle O} zusammenfallen), geht das Salinon in einen zur {\displaystyle y}-Achse spiegelsymmetrischen Arbelos über, eine weitere Figur aus Halbkreisen, deren Untersuchung Archimedes zugeschrieben wird.